# トランペット協奏曲 (ハイドン)

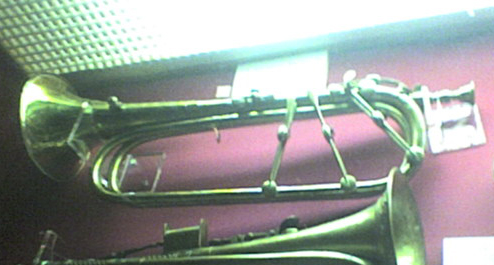
有鍵トランペット。ハイドンはこの楽器のために本曲を作曲した

トランペット協奏曲 変ホ長調 Hob. VIIe:1（伊: Concerto per il Clarino）は、フランツ・ヨーゼフ・ハイドンが1796年に作曲した楽曲である。
ハイドンが一連の交響曲、弦楽四重奏曲などの大作をほとんど書き終え、オラトリオやミサなどに取り組んでいた晩年の作品の一つであり、最後に作曲された協奏曲でもある。
1800年3月28日にウィーンのブルク劇場で初演されたが当時は不評に終わった。その後は忘れ去られ、1929年にようやく出版された。それ以降、今日ではトランペット奏者の主要レパートリーとなっている。

## 解説
本作はハイドンの長年にわたる友人アントン・ヴァイディンガーのために作曲された。ヴァイディンガーは、すべての音域で半音階を演奏できるような有鍵トランペットの発明者であった。それ以前のトランペットは通常ヴァルヴがなく、唇の圧力を変え
ることで辛うじて自然倍音を出せるにすぎなかった。これらの倍音は高音域に寄り集まっていたので、古い時代のトランペットは、非常に高い音域の旋律を奏でるしかなかった（顕著な例ではブランデンブルク協奏曲 第2番がある）。ハイドンの協奏曲では、以前より低い音域の旋律も要求されている。ヨハン・ネポムク・フンメルの協奏曲もヴァイディンガーの有鍵トランペットのために作曲された。
盛期古典派音楽の時代、ヴァルヴを用いてトランペットの音域を拡張しようとする試みは、ヨーロッパ全土においてなされていたが、フルートのように音孔を穿ち、鍵盤を付けるというヴァイディンガーの発想は、どうしたものか不評であった。こんにち利用されるヴァルヴ式トランペットが登場するのは、1830年代になってからである。現在では、オリジナルの有鍵トランペットでの演奏も見られるようになっている。
ちなみにハイドンの弟ミヒャエルもトランペット協奏曲を作曲している。
初演の後は長らく忘れられていた。1899年にウィーンのトランペット奏者Paul Handke（のちにアメリカ合衆国に移住）がハイドンの自筆原稿を再発見し、その後少しずつ知られるようになっていった。最初の録音は1938年のものである。

## 楽器編成
独奏トランペット、フルート・オーボエ・ファゴット・ホルン・トランペット各2、ティンパニ、弦五部

## 構成
作品は以下の3つの楽章から成り、とりわけ両端楽章が名高い。演奏時間は約15分。
- 第1楽章 アレグロ
変ホ長調、4分の4拍子、きわめて簡潔な協奏的ソナタ形式。
- 第2楽章 アンダンテ
変イ長調、8分の6拍子。
- 第3楽章 フィナーレ：アレグロ
変ホ長調、4分の2拍子、ロンド形式。
溌剌とした曲想。

## 使用
- イカゲーム（2021年）の最初の起床シーンに第3楽章が使われている。